# 287e régiment d'infanterie
Le 287e régiment d'infanterie (287e RI) est un régiment d'infanterie de l'Armée de terre française constitué en 1914 avec les bataillons de réserve du 87e régiment d'infanterie.
À la mobilisation, chaque régiment d'active créé un régiment de réserve dont le numéro est le sien plus 200.

## Création et différentes dénominations
- août 1914 : 287e Régiment d'Infanterie

## Historique des garnisons, combats et batailles du 287eRI

### Première Guerre mondiale

#### Affectations
- 69e Division d'Infanterie d'août 1914 à décembre 1916
- 165e Division d'Infanterie de décembre 1916 à novembre 1918

#### 1914 - 1915
- 28 - 29 août : bataille de Guise
- octobre 1914 - février 1916 : occupation de secteurs dans l'Aisne, dans la région de Vailly-sur-Aisne et Condé-sur-Aisne.

#### 1916
- bataille de Verdun : bois de la Caillette, Mort-Homme.

#### 1917
- Bataille du Chemin des Dames : attaque sur Berry-au-Bac
- Bataille de Verdun : attaque sur le bois des Fosses et le bois Beaumont.

## Drapeau
Il porte, cousues en lettres d'or dans ses plis, les inscriptions suivantes :
- L'Aisne 1914-1917
- Verdun 1917
- Picardie 1918
- L'Oise 1918

Fourragère aux couleurs de la Médaille militaire décernée le 11 septembre 1918